# KZKT
Kurganskij Zavod Kolesnych Tjagačej (rusky: Курганский завод колесных тягачей, zkráceně KZKT, rusky: КЗКТ) je ruský, původně sovětský výrobce především těžkých vojenský vozidel.

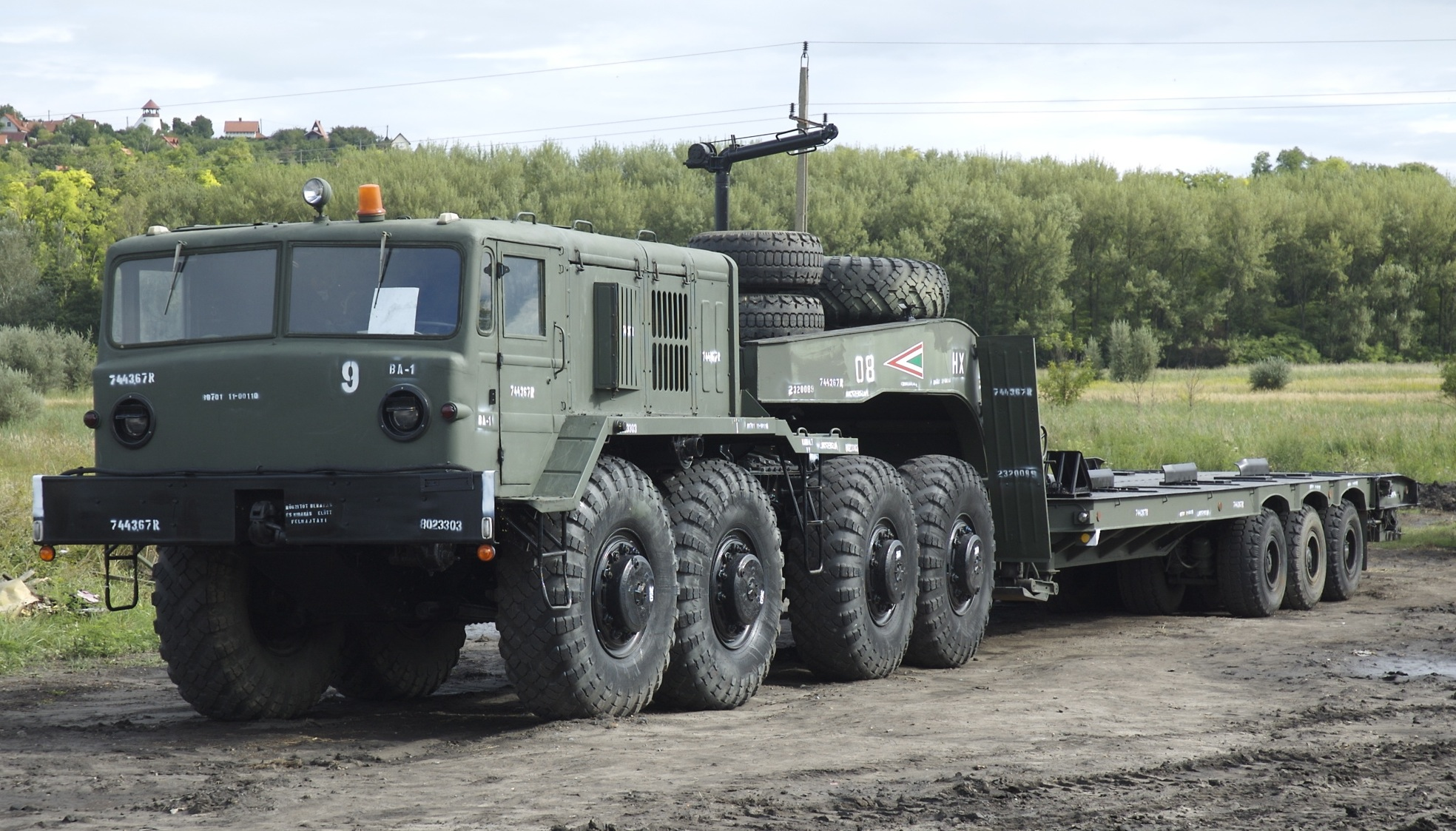
MAZ-537 vyráběn v KZKT

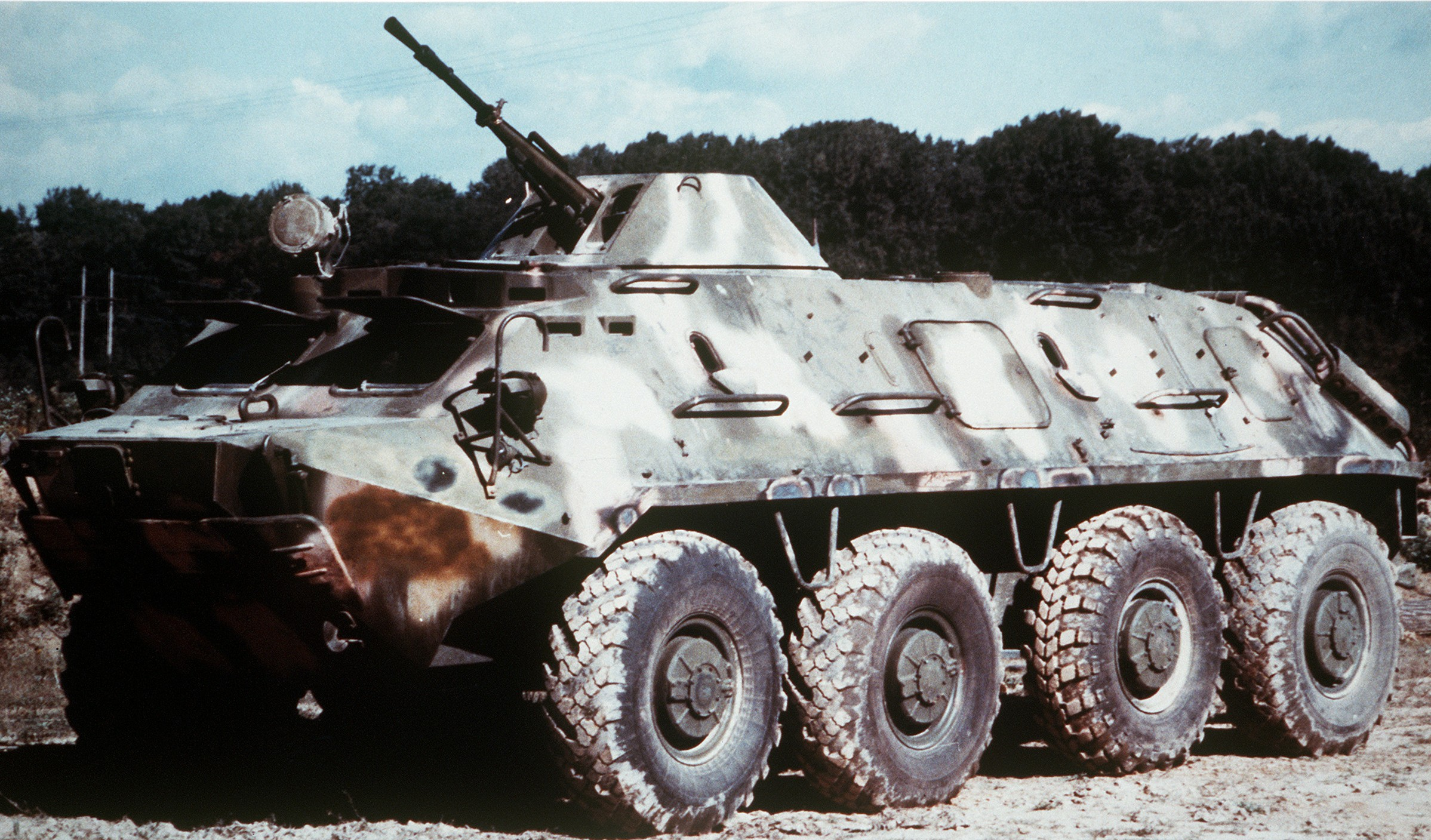
Kolový obrněný transportér BTR-60, vyráběn také v KZKT

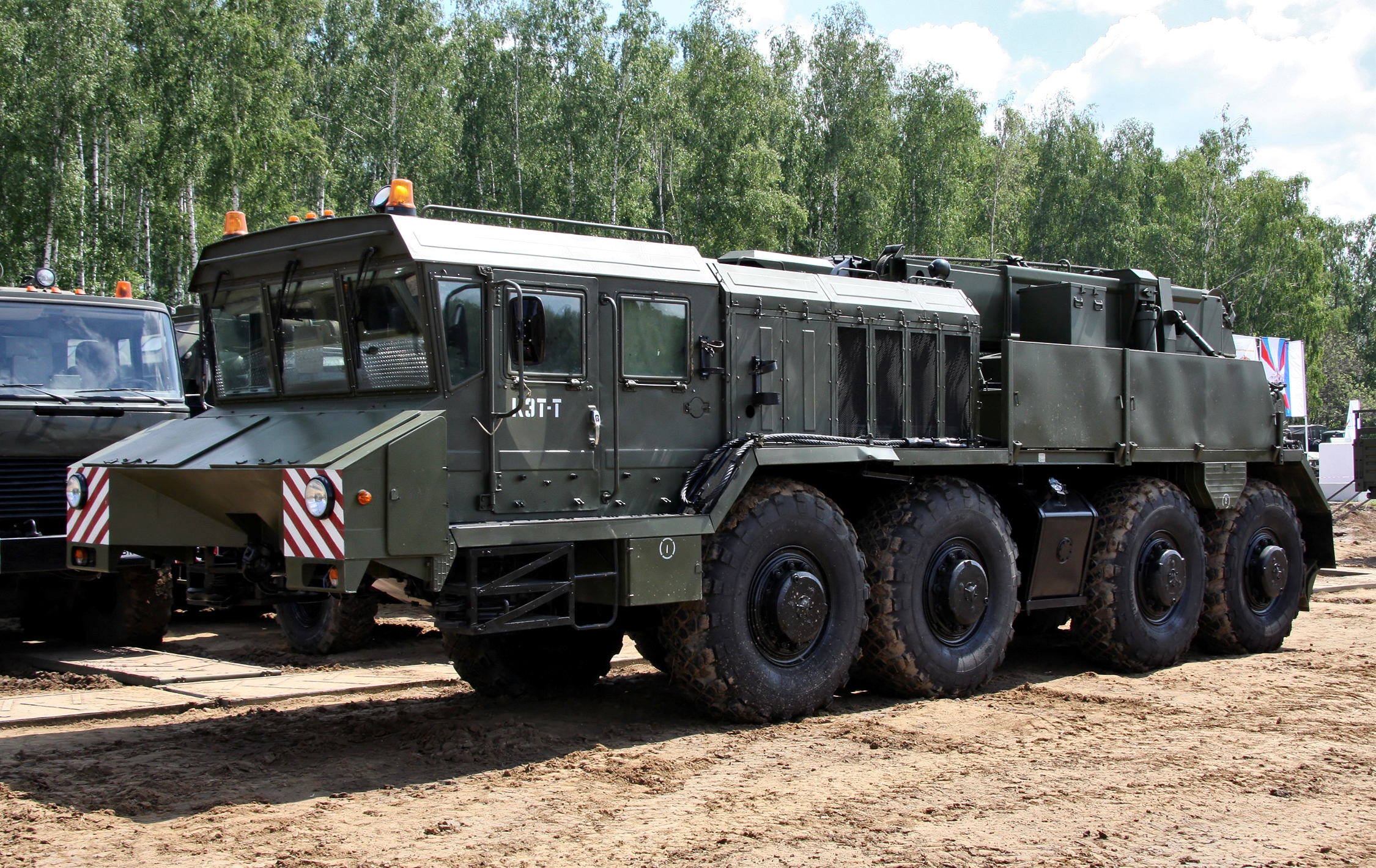
Vyprošťovací vozidlo KET-T na podvozku KZKT-7428

## Historie
Společnost byla založena 1. dubna 1950 ve městě Kurgan pod jménem Uralselmaš, který vyráběl zemědělskou techniku. Sklízecí řezačky, mlátičky a díly traktorů se vyráběly až do 60. let 20. století.
V roce 1961 byla výroba těžkého tahače MAZ-535 přemístěna z Minského automobilového závodu do závodu Uralselmaš v Kurganu, čímž společnost získala nový směr. Od roku 1963 se zde také stavěl MAZ-537, což přimělo sovětské vedení k přejmenování závodu na Kurganskij Zavod Kolesnych Tjagačej a to 11. června 1966. Vozidlo zůstalo ve výrobě až do roku 1990 a stalo by se jedním z nejznámějších produktů továrny. Různé další vojenské stroje jako MAZ-538 byly později postaveny v KZKT.
Prvním vlastním vozidlem byl v 70. letech KZKT-545. Jednalo se v podstatě o MAZ-537 se zvětšenou kabinou.
Během perestrojky zůstala továrna dlouho bez zakázek. Přesto byla vyvinuta nová generace těžkých vojenských tahačů. Základním vozidlem byl KZKT-7428 "Rusič", který se sériově vyráběl od roku 1990 a který po 30 letech výroby nahradil zastaralý MAZ-537. Během této doby byl také bývalý státní podnik restrukturalizován a přeměněn na otevřenou akciovou společnost (OAO). Nový název společnosti byl "OAO Rusič" (rusky: ОАО „Русич“).
Navzdory novému modelu výrobní čísla nadále klesala, zejména po roce 2000. V roce 2003 bylo vyrobeno pouhých 32 vozidel, v roce 2004 už jen 26. O rok později, v roce 2005, soud poprvé prohlásil firmu za insolventní. Společnost poté přešla k prodeji továrny a souvisejících nemovitostí. Dne 28. dubna 2011 byl na společnost, nyní působící pod názvem "OAO Rusič - KZKT“, u soudu opět vyhlášen konkurz. Společnost je nyní zcela zrušena. 

## Vyráběné modely
Následující seznam není úplný, má poskytnout přehled nejdůležitějších vozidel vyráběných tímto závodem.
- BTR-60
- MAZ-535 (1961–1964)
- MAZ-537 (1963–1990)
- KZKT-545
- KZKT-7428 "Rusič" (1990-2011)
- KZKT-8005 (podvozek KZKT-7428 pro speciální vojenské konstrukce, jako je vyprošťovací vozidlo KET-T)